# České předpony
Předpony v češtině patří mezi základní prostředky slovotvorby, kdy se přidáním předpony odvozuje nové slovo od původního výrazu. Používají se i kumulativně, kdy se vkládá více předpon k jednomu základu společně. Užívají se pravé předpony, předpony vytvořené z předložek a předpony cizího původu. Při užití se mohou obměňovat prodlužováním samohlásek (kvantifikací) a vkládáním -e- (vokalizací). 
Užívají se zejména u sloves, méně u jmen a příslovcí. 

## Slovesné předpony
U českých sloves jsou předpony hlavním slovotvorným prostředkem. Slouží ke změně významu a obvykle i změně nedokonavého vidu na dokonavý. V češtině se vyskytuje následujících 20 slovesných předpon:
| základní tvar | vokalizovaná varianta | dlouhá varianta | odpovídající předložka |
| ------------- | --------------------- | --------------- | ---------------------- |
| do-           |                       | dů-             | do                     |
| na-           |                       | ná-             | na                     |
| nad-          | nade-                 |                 | nad                    |
| o-            |                       |                 | o                      |
| ob-           | obe-                  |                 | ob                     |
| od-           | ode-                  |                 | od                     |
| po-           |                       | pů-             | po                     |
| pod-          | pode-                 |                 | pod                    |
| pro-          |                       | prů-            | pro                    |
| pře-          |                       |                 | přes                   |
| před-         | přede-                |                 | před                   |
| při-          |                       | pří-            | při                    |
| roz-          | roze-                 |                 |                        |
| s-            | se-                   |                 | s                      |
| u-            |                       | ú-              | u                      |
| v-            | ve-                   |                 | v                      |
| vy-           |                       | vý-             |                        |
| vz-           | vze-                  |                 |                        |
| z-            | ze-                   |                 | z                      |
| za-           |                       | zá-             | za                     |

Zcela zvláštní postavení má záporná předpona ne-, která popírá význam základního slovesa.

### Předpony dle původu
Předpony vlastní nejsou homonymní (stejné svým tvarem) s předložkami: roz-, vy- a vz-.
Předpony nevlastní, též předložkové, jsou všechny ostatní výše jmenované. Někdy mají stejný význam jako předložky nebo je jejich význam velmi blízký. U mnoha sloves se však význam předpony a předložky liší.
Má-li předpona slovesa význam blízký předložce, bývá zpravidla možné použít obou v jedné větě: dojet do cíle, přejít přes most, zalézt za skříň.
Předpony cizí (viz dále) se obvykle připojují ke slovesům cizího původu. Slovesa s těmito předponami jsou obvykle přejímána jako celek a povědomí o jejich stavbě bývá oslabené. Tyto předpony nemají vidovou funkci jako předpony domácího původu.

### Vokalizace předpon
Podobně jako u předložek se pro usnadnění výslovnosti mezi předponu a sloveso vkládá -e-. Děje se tak především tehdy, pokud by se na švu předpony a kořene slovesa setkaly stejné či podobně tvořené souhlásky nebo by vznikly obtížně vyslovitelné souhláskové skupiny: sesadit, zesílit, podepsat, zeptat se, rozebrat.
Nejedná se však o striktní pravidlo, ale spíše o tendenci. Existují slovesa, u nichž se -e- nevkládá: poddávkovat, poddolovat, odtrhnout.

### Dloužení samohlásek
Při odvozování sloves předponami od jiných sloves mívá předpona krátkou (případně žádnou) samohlásku. Slovesné předpony však často přecházejí i na odvozená slova náležející k jiným slovním druhům. U podstatných jmen, která mají významovou souvislost se slovesy, se obvykle dlouží samohláska některých předpon (viz přehled výše). Zároveň s tím také dochází ke změnám v kořenech slov a často také ke zkrácení kořenové samohlásky: vyrobit/vyrábět – výroba, výrobek; vyjmout/vyjímat – výjimka; zakázat – zákaz; prokázat – průkaz; přivést – přívod. U takto vytvořených podstatných jmen obvykle neexistuje protějšek bez předpony (např. *roba, *robek, *jimka, *vod). Přepona s dlouhou samohláskou přechází i na odvozená přídavná jména a příslovce: výrobní, výjimečný, výjimečně.
Přepona se nedlouží při odvozovaní podstatných jmen slovesných: prodloužit – prodloužení, vyjmout – vyjmutí.
Pokud se od podstatného jména odvozuje sloveso, předpona se nekrátí: průměr – průměrovat.

### Vidová funkce
Předpony českých sloves mají pravidelně tzv. perfektivizační funkci. To znamená, že připojení předpony k nedokonavému slovesu (imperfektivu) obvykle změní jeho vid a vytvoří z něj dokonavé sloveso (perfektivum), např. končit (nedok.) – dokončit (dok.).
Výjimkou jsou slovesa s dlouhou variantou předpony, která zůstávají nedokonavá: závidět, náležet, záležet. Vid také nemění záporová předpona ne-: nevidět, nedělat. Předpona po- ve významu budoucího času rovněž neperfektivizuje: pojedu, půjdu, ponesu, pokvete.
Pokud předpona zároveň mění základní význam slovesa, lze k takto vytvořeným dokonavým slovesům druhotně pomocí přípon vytvořit slovesa nedokonavá (tzv. sekundární imperfektiva): ukončit (dok.) – ukončovat (nedok.), dopsat (dok.) – dopisovat (nedok.), předělat (dok.) – předělávat (nedok.).
V souboru předpon, se kterými lze základní sloveso spojit, bývá obvykle jedna (často z-, s-, u-, na-), která slouží pouze k vytvoření dokonavého slovesa, ale nemění význam. Hovoříme o čistě vidové funkci. Od takto vytvořeného dokonavého slovesa již nelze druhotně vytvořit sloveso nedokonavé. Příklady: zčervenat, skončit, napsat, udělat.

### Lexikálně modifikační funkce
Většina předpon mění (modifikuje) význam základního slovesa. U sloves vyjadřující pohyb obvykle jde o vyjádření prostorového zaměření děje a často ve smyslu stejně znějící předložky, např. odnést (= nést směrem od někoho/něčeho). U jiných sloves mohou být tyto rysy v přeneseném smyslu (metafora). Modifikace slovesného významu někdy přechází v mutaci, kdy odvozené sloveso pojmenovává nový děj, u něhož je základní sloveso pouze průvodní okolností, např. prohrát (= hrou ztratit)

### Způsobové funkce
Význam některých předpon spočívá ve vyjádření množství nebo časového průběhu či fázi děje, např. přibrzdit (neúplná míra děje), přikoupit (dodatečný průběh děje), dokončit (závěrečná fáze děje).

### Hodnoticí funkce
Předpony mohou také vyjadřovat uspokojení z děje (zaplavat si) či jiné subjektivní stanovisko k průběhu děje (odříkat, vynadívat se).

### Pořadí předpon
Má-li sloveso více než jednu předponu, jde obvykle o kombinaci předpon lexikálně modifikačních a způsobových, přičemž lexikálně modifikační předpona je připojena blíže základu: předvybrat, poodnášet, doroznášet. Pokud je sloveso v záporu, stojí předpona ne- vždy na začátku slova: nepoodcházet, nevyhazovat.
Pořadí předpon se zachovává i v odvozených slovech: předvýběr.

## Ostatní české předpony
- bez-
- bůhví-
- čertví-
- čtvrti-
- kdoví-
- kolem-
- krom-
- lec-
- leda-
- lži-
- málo-
- mezi-
- mimo-
- místo-
- ně-
- ne-, ni-
- nej-
- nevím-
- okolo-
- pa-
- polo-
- pra-
- pro-
- proti-
- přes-
- roz-
- skoro-
- sotva-
- sou-
- spolu-
- vele-
- vně-
- znovu-[2]

## Předpony cizího původu
Cizím původem se rozumí původ v jiných jazycích, zejména klasických, tj. latiny a klasické řečtiny. Předpony končící na -n- před b- a p- ho mění na -m-. Specifické postavení mají předpony, užívané u fyzikálních veličin k vyjádření násobků jednotek. Tyto předpony jsou uvedeny v samostatném článku Předpona soustavy SI. Některé z nich se užívají i u jiných slov: nanotechnologie, megaburger. 
- a-, an-
- ab-
- ad-
- alo-
- amfi-
- ana-
- ante-
- anti-
- arci-
- archi-
- bi-
- de-
- di-
- dia-
- dis-
- dys-
- en-
- epi-
- ex-
- extra-
- hemi-
- hepta-
- hetero-
- hexa-
- homo-
- hyper-
- hypo-
- i-, ir-
- in-, im-
- infra-
- inter-
- intra-
- iso-
- ko-
- kon-, kom-
- kontra-
- kvadro-
- kvazi-, quasi-
- makro-
- maxi-
- meta-
- mezzo-
- midi-
- mikro-
- mini-
- neo-
- non-
- para-
- pento-
- per-
- peri-
- post-
- pre-
- pro-
- proto-
- pseudo-
- re-
- retro-
- semi-
- sub-
- super-
- supra-
- sur-
- sy-
- syn-, sym-
- tetra-
- trans-
- tri-
- ultra-
- vice-[2]